# Anisoperas atropunctaria
Anisoperas atropunctaria är en fjärilsart som beskrevs av Walker 1862. Anisoperas atropunctaria ingår i släktet Anisoperas och familjen mätare. Inga underarter finns listade i Catalogue of Life.